# Werner Römpagel
Werner Römpagel (* 1. Januar 1911 in Hamburg; † 1946) war ein deutscher SA-Führer, zuletzt im Rang eines SA-Brigadeführers.

## Leben und Wirken
Römpagel, der von Beruf kaufmännischer Angestellter war, trat 1928 in die SA und zum 1. Januar 1929 in die NSDAP ein (Mitgliedsnummer 125.036).
Von 1933 an war Römpagel hauptberuflich für die NSDAP tätig. In der SA erreichte er 1937 den Rang eines Oberführers.
Vom 1. Juli 1938 an bekleidete Römpagel den Posten des Stabsführers der SA-Gruppe Nordsee in Bremen. In dieser Eigenschaft war er im November 1938 maßgeblich an der Durchführung der Reichskristallnacht in Bremen beteiligt: Er gab die Befehle Synagogen und jüdische Geschäfte zu zerstören an die lokalen SA-Einheiten weiter und koordinierte ihren Einsatz. Persönlich nahm er am Überfall auf ein jüdisches Hotel teil.
Im April 1938 kandidierte Römpagel ferner erfolglos auf der „Liste des Führers zur Wahl des Großdeutschen Reichstages“ als Abgeordneter für den nationalsozialistischen Reichstag, wurde aber nicht gewählt.
Seit 1939 führte Römpagel die SA-Brigade 63 in Oldenburg. In dieser Stellung wurde er zum 30. Januar 1941 zum SA-Brigadeführer befördert.